# فرانکی هیدوک
فرانکی هیدوک (انگلیسی: Frankie Hejduk؛ زادهٔ ۵ اوت ۱۹۷۴) یک بازیکن فوتبال اهل ایالات متحده آمریکا است.
وی همچنین در تیم ملی فوتبال ایالات متحده آمریکا بازی کرده‌است.